# Estação Palos de la Frontera
Palos de la Frontera é uma estação da Linha 3 do Metro de Madrid. Está situada na rua do mesmo nome, entre a rua Batalla del Salado e o paseo de las Delicias.

## História
A estação foi inaugurada em 26 de março de 1949 junto com a estação Delicias  e recebeu o nome da rua em que estava localizada, Palos de Moguer, um nome impróprio da cidade de Palos de la Frontera, em Huelva.